# EMS Electronic Media School
Die EMS – Electronic Media School / Schule für elektronische Medien ist eine Journalistenschule in der Medienstadt Babelsberg in Potsdam. Sie wurde im Jahr 2001 vom ORB und der Medienanstalt Berlin-Brandenburg (mabb) gegründet. Trägerin der EMS ist der Rundfunk Berlin-Brandenburg (rbb).

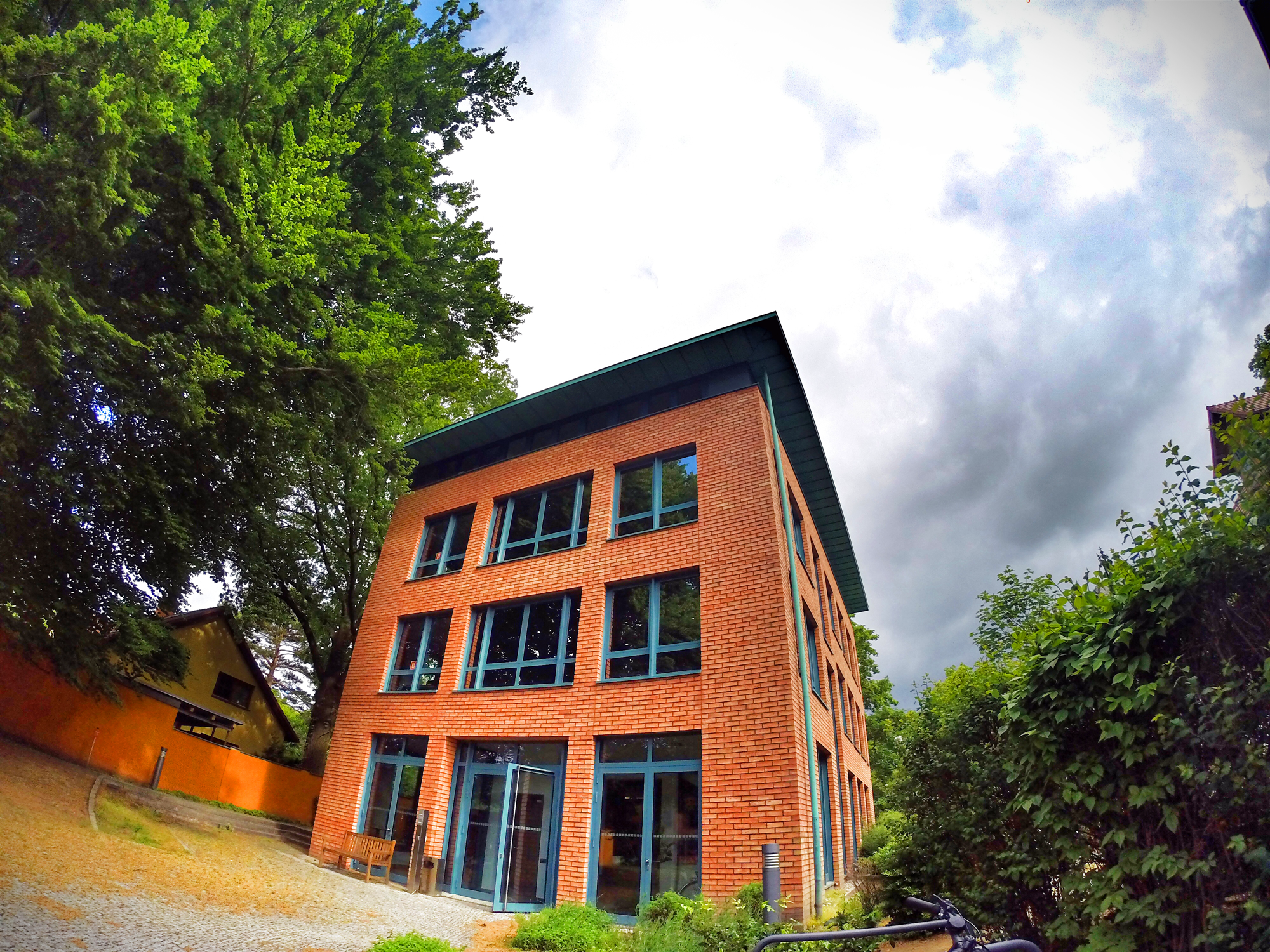
Das Gebäude der EMS in der Medienstadt Babelsberg

## EMS-Volontariat
Die EMS bildet im Volontariat Nachwuchsjournalisten für Online, Radio und Fernsehen aus. Das Volontariat dauert 20 Monate. Eine Hälfte der Ausbildung findet in der Schule, die andere Hälfte in Redaktionen öffentlich-rechtlicher und privater Sender statt. Dabei arbeitet die EMS eng mit dem rbb zusammen. Der Fokus der Ausbildung liegt auf der Verknüpfung aller Medien (Crossmedialität) und dem Erzählen von kreativen Geschichten (digitales Storytelling). Die Teilnehmer werden in einem  Auswahlverfahren ermittelt. Voraussetzung für die Bewerbung um ein EMS-Volontariat ist Abitur oder Fachhochschulreife sowie der Nachweis journalistischer Vorkenntnisse.
Die EMS arbeitet mit zahlreichen Redaktionen in Deutschland zusammen, in welchen die Volontäre ihre Redaktionstrainings absolvieren. Dazu zählen u. a. die Redaktionen Spiegel Online, tagesschau.de, Radio Bremen, ARD-Hauptstadtstudio, rbb Radioeins, Inforadio, ARD-aktuell, NDR Zapp und Deutsche Welle.

## Aus- und Fortbildungen
Neben den eigenen Volontären schult die EMS auch Nachwuchsjournalisten anderer (Medien-)Unternehmen wie zum Beispiel Volontäre der ProSiebenSat1 Media AG und von Radio Bremen. Seit 2016 werden außerdem verschiedene Medientrainings sowie seit 2024 KI-Workshops angeboten.
Für die Ausbildung verfügt die EMS über Schulungsräume, zwei Hörfunkstudios und ein TV-Studio.

## Beratung, Mediendienstleistung und Produktion
Die EMS berät und unterstützt Journalistinnen und Journalisten, Medienproduktionsfirmen, Agenturen und Medienpartner inhaltlich bei der Umsetzung ihrer Projekte. Sie ist  auch als Produktionsfirma tätig und produziert Filme und Beiträge, meist für das rbb-Fernsehen und den Hörfunk.

## Bekannte Volontäre
- Doris Anselm, Journalistin und Schriftstellerin
- Simone Augustin, Journalistin und Autorin
- Arndt Breitfeld, rbb-Journalist
- Janna Falkenstein, Journalistin und Moderatorin
- Julia Fischer, Medizinerin und Journalistin
- Roman Garthoff, TV-Reporter und Redakteur
- Max Oppel, Journalist und Dozent
- Fabian Stratmann, Journalist und Radiomoderator